# Андриста (Бреша)
Андриста је насеље у Италији у округу Бреша, региону Ломбардија.
Према процени из 2011. у насељу је живело 100 становника. Насеље се налази на надморској висини од 564 м.